# Ingatestone and Fryerning
Ingatestone and Fryerning är en civil parish i Brentwood i Essex i England. Civil parish har 4 783 invånare (2011). Byn nämndes i Domedagsboken (Domesday Book) år 1086, och kallades då Inga.